# Аріульф Сполетський
Аріульф († 602) — другий герцог Сполетський після смерті Фароальда I.
592 року Аріульф займав вигідну позицію у Сполето, контролюючи ключові пункти вздовж Фламінієвої дороги, що з'єднувала Равенну та Рим. Він також перетнув Амерінієву дорогу та захопив кілька візантійських міст. Аріульф оволодів кількома фортецями у Лаціумі та почав загрожувати Риму, а тому Папа Римський Григорій II був змушений укласти з ним сепаратний договір. Однак успіх Аріульфа був тимчасовим. Екзарх Равеннський відвоював фортеці та відновив сполучення з Римом.
Допомагав Арехізу I Беневентському завоювати Неаполь. Аріульф виграв великий бій біля Камеріно, де, як свідчить Павло Диякон, йому явився святий Сабін, герой-мученик зі Сполето, що сприяло наверненню герцога у християнство.